# Île Krestovski
Pour les articles homonymes, voir Krestovski ostrov et Krestovski.
L'île Krestovski (en russe : Крестовский остров, Krestovski ostrov) est une île de Saint-Pétersbourg de 3,4 km2 à l'embouchure de la Néva, située entre les bras du fleuve : la Moyenne Nevka (Srednaïa), la Petite Nevka (Malaïa), et la Krestovka. Elle est desservie par la ligne 5 du métro, station Krestovski ostrov. La partie occidentale de l'île est occupée par le parc maritime de la Victoire, et le nouveau stade (Stade de Saint-Pétersbourg) vient d'être construit à proximité, à l'emplacement de l'ancien stade Kirov démoli en septembre 2006. La partie orientale de l'île est couverte de nouvelles constructions.

## Histoire
L'île appartenait pendant le XIXe siècle et jusqu'à 1917 à la famille Belosselsky-Belozersky. Le prince Alexandre Belosselsky-Belozersky s'en porta acquéreur grâce à la fortune de sa femme, née Anna Grigorievna Kozitskaïa. Lorsque la famille vendit son célèbre palais situé perspective Nevski, no 41, au grand-duc Serge en 1880, elle fit construire une demeure dans la partie sud de l'île. Les rues de l'île gardent encore le souvenir de cette famille princière et portent les noms de certains de ses membres, rue Olguina, rue Esperova, rue Constantinova, etc. La rue principale du nord au sud menant au palais s'appelait avant la révolution de 1917 la perspective Belosselski. Elle est devenue ensuite l'avenue Rioukhina.

## Événements sportifs

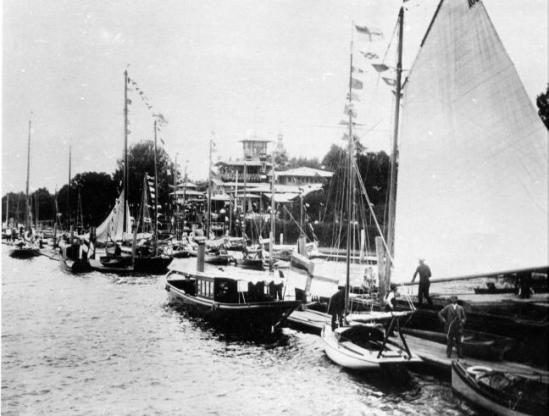
Le Yacht-Club vers 1900

L'île a toujours été liée au sport, car la famille Belosselski comptait de grands sportifs parmi elles. Le premier club de tennis et le premier club de polo y ouvrirent grâce au soutien de la famille, ainsi qu'un yacht club élégant. Les diplomates, les membres de la Cour impériale et les personnalités de la haute société pétersbourgeoise s'y rencontraient. Le prince Constantin Belosselski-Belozerski était lui-même un anglomane reconnu. Son fils aîné, le prince Serge, faisait partie du comité international olympique, dont il était le second représentant de la Russie. Il participa à l'organisation des Jeux olympiques de Paris en 1900 et aux concours équestres. Son fils cadet, Esper, était un yachtman de grand talent. Il remporta la médaille de bronze pour les voiliers de dix mètres aux Jeux olympiques d'été de Stockholm en 1912.
L'Union soviétique fit de l'île un rendez-vous des amateurs de voile et de sports nautiques. Le fameux club d'avirons Znamia y est installé depuis lors. Ce club fondé en 1889 a produit de grands champions.

Le nouveau stade de Saint-Pétersbourg y a été inauguré en 2017. Il a accueilli la Coupe des Confédérations 2017, ainsi que des rencontres de la Coupe du Monde de Football 2018 qui se déroulait en Russie. À l'issue, il sera le stade du club de football du Zénith Saint-Pétersbourg.

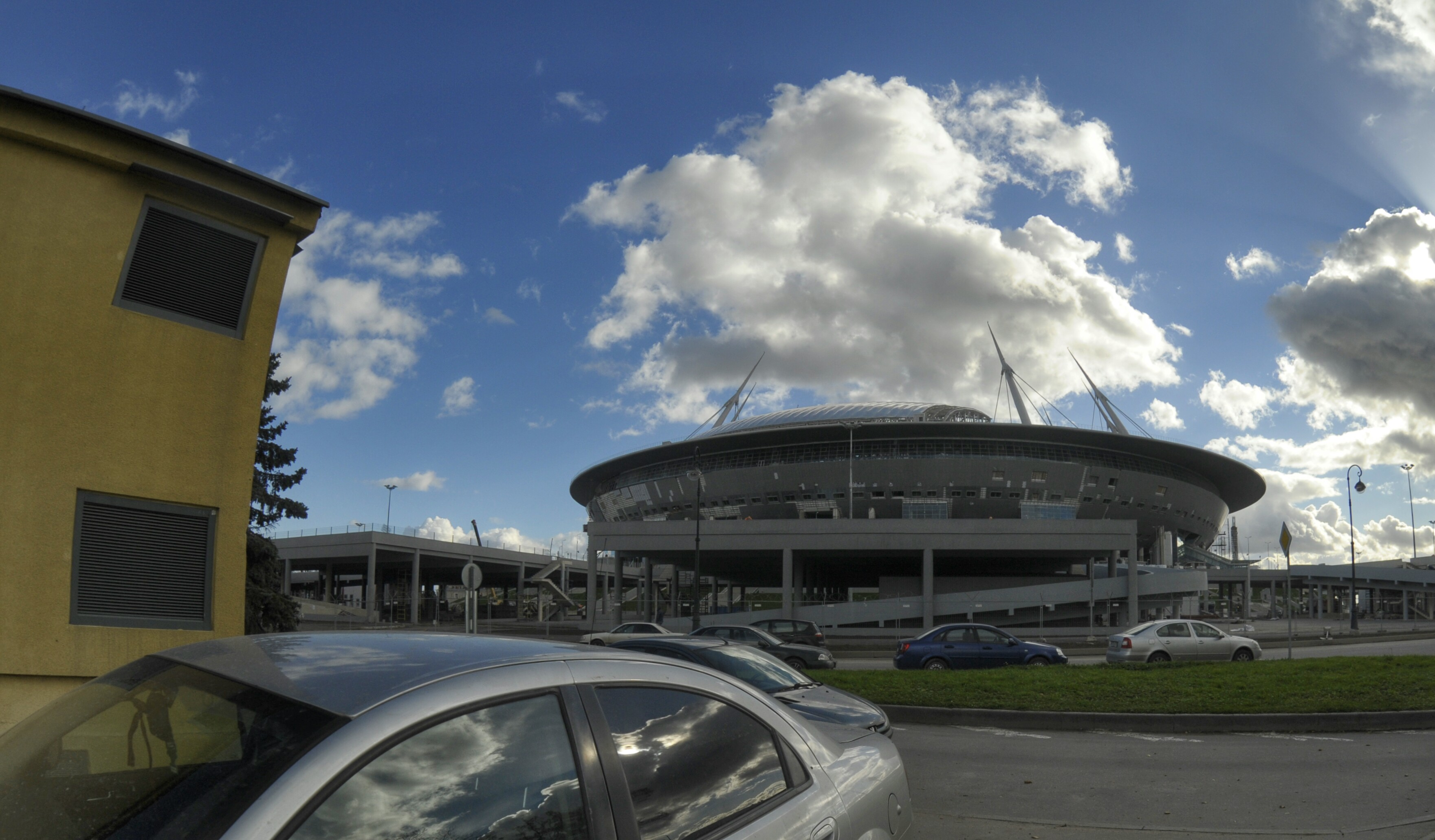
Nouveau Stade de Saint-Pétersbourg

## Résidence des Belosselski-Belozerski
La maison princière a été reconstruite récemment, car ayant été durement bombardée pendant le siège de Léningrad, elle avait dû être démolie en 1956. Seules les écuries étaient restées debout, et le parc était le seul témoin des splendeurs passées.